# راؤول كاسيريس
راؤول كاسيريس (بالإسبانية: Raúl Cáceres)‏ هو لاعب كرة قدم ومدرب كرة قدم باراغواياني، ولد في 18 سبتمبر 1991 في أسونسيون في باراغواي. شارك مع منتخب الباراغواي تحت 20 سنة لكرة القدم. أما مع النوادي، فقد لعب مع أوليمبيا أسونسيون وسيرو بورتينيو.

## وصلات خارجية
- راؤول كاسيريس على موقع قاعدة بيانات كرة القدم.إي يو (الإنجليزية)
- راؤول كاسيريس على موقع قاعدة بيانات كرة القدم.إي يو (الإنجليزية)
- راؤول كاسيريس على موقع Soccerway.com (الإنجليزية)